# María Cristina Boidi
María Cristina Boidi Spagni (* 31. Oktober 1941 in Santa Fe, Argentinien; † 20. November 2022 in Wien) war eine argentinisch-österreichische Feministin, Menschenrechtsaktivistin, Gewerkschaftsaktivistin und Mitbegründerin der österreichischen Organisation LEFÖ in Wien. Ihr Engagement galt insbesondere der Bekämpfung von Unterdrückung und Ausbeutung von Migrantinnen und Sexarbeiterinnen sowie dem Kampf gegen Frauenhandel.

## Leben und Wirken
María Cristina Boidi Spagni kam am 31. Oktober 1941 in Santa Fe, Argentinien als Tochter von Segundo Boidi und Matilde Angela Spagni zur Welt. Sie wuchs in einer bürgerlichen und großen Familie mit vielen Onkel und Tanten auf. Schon als Kind galt sie als rebellisch und sagte etwa, dass sie nie heiraten werde. Das Elternhaus Boidis stand offen für Verwandte und Freund*innen, in der Jugend und im Erwachsenenalter auch für die Compañeras und Compañeros ihres politischen Engagements. Zudem besaßen ihre Eltern ein Wochenendhaus im Stadtteil Colastiné, wo sie in ihrer Kindheit im Alter von sechs bis elf Jahren dauerhaft lebte und Kontakt mit den Menschen in einer semiruralen Gegend aufnahm. In dieser Provinz eröffnete Boidi ein Restaurant, welches sie in den 1960er und 1970er Jahren auch als Raum für (versteckte) Treffen mit politischer und gewerkschaftlicher Aktivist*innen genutzt hat. Solidarität und Großzügigkeit prägten Cristinas Erwachsenwerden.
Nach ihrem Schulabschluss studierte María Cristina Boidi Philosophie in ihrer Heimatstadt Santa Fe an der Katholischen Universität von Santa Fe. Sie lehrte im Anschluss als Lehrerin auf verschiedenen Bildungsebenen und Universitätsprofessorin Philosophie und kritisches Denken in Santa Fe.
Boidi war maßgeblich an der Gründung von SINTES (Sindicato de Trabajadores de la Educacción de Santa Fe), der Gewerkschaft der Arbeitnehmer*innen in Bildung und Erziehung in Santa Fe, beteiligt und wuchs in ihrer Führungsrolle als Vorstandsmitglied, indem sie durch die ganze Provinz mit Gewerkschaftsführer*innen und deren Sympathisant*innen Kontakt aufnahm und große Versammlungen organisierte.
Ein Jahr vor dem argentinischen Militärputsch wurde Boidi 1975 aufgrund ihrer gewerkschaftlichen Aktivitäten sowie ihres Versuchs, einem von der Polizei verprügelten Jugendlichen zu helfen, an ihrem Arbeitsplatz als Direktorin der Schule in der Ortschaft Tostado von Beamten in Zivil verhaftet und gefoltert. Während der argentinischen Militärdiktatur verbrachte sie mehrere Jahre als politische Gefangene im Gefängnis von Villa Devoto bei Buenos Aires. 1979 wurde María Cristina Boidi nur unter der Auflage sofort das Land zu verlassen aus dem Gefängnis entlassen. Nach ihrer Freilassung kam Cristina im Exil nach Österreich, wo sie 1980 politisches Asyl erhielt.
In Österreich lernte sie Deutsch, kämpfte jahrelang darum, dass ihr argentinischer Universitätsabschluss anerkannt wurde, und sie begann die lateinamerikanischen Frauen im Exil zu organisieren. Es gab damals keine Deutschkurse für emigrierte Frauen. Deswegen gründete sie zusammen mit anderen exilierten Frauen aus Lateinamerika 1985 die Organisation LEFÖ (Lateinamerikanische Emigrierte Frauen in Österreich), eine Initiative, die sich für die Rechte von Migrantinnen einsetzt und Frauen in der Sexarbeit sowie Betroffene von Frauenhandel unterstützt. Fast vier Jahrzehnte widmete Boidi ihre ganze Kraft und Energie der Selbstorganisation von Frauen, vor allem von Migrantinnen. Die Diskussionen um Exil, Migration, Frauenhandel und Sexarbeit in Wien, in Österreich und in Europa prägte sie entscheidend mit.
Neben LEFÖ gründete und gestaltete Cristina 1993 auch das europäische Netzwerk TAMPEP, das sich für die Menschenrechte und die Gesundheit von migrierten Sexarbeiter*innen einsetzt, mit.
María Cristina Boidi ist eine der Protagonistinnen des österreichischen Dokumentarfilms Widerstandsmomente von Jo Schmeiser, der 2019 erschien. Der Film wurde im selben Jahr auf der Viennale uraufgeführt.
Anlässlich des 80. Geburtstags von María Cristina Boidi erschien 2021 im Wiener Spittelberg-Verlag, herausgegeben von der Grünen Bildungswerkstatt, ein zweisprachiges Buch mit Beiträgen auf Spanisch und Deutsch. Über 100 Frauen sowie einige Männer beteiligten sich mit Texten, Essays, Gedichten, Zeichnungen, Fotografien und weiteren Beiträgen.
María Cristina Boidi starb am 20. November 2022 in ihrem zu Hause in Wien.

## Auszeichnungen und Ehrungen
- 2010: Johanna Dohnal – Anerkennung
- 2015: Goldenes Verdienstzeichen des Landes Wien
- 2019: Käthe-Leichter-Staatspreis als Mitgründerin und langjährige Koordinatorin von LEFÖ